# Alkalisk jordartsmetall
En alkalisk jordartsmetall eller alkalisk jordmetall är en metall i det periodiska systemets grupp 2. 
De alkaliska jordartsmetallerna är beryllium, magnesium, kalcium, strontium, barium och radium. De är alla silverfärgade och mjuka metaller med låg densitet, 2 valenselektroner.